# 繁忙時間

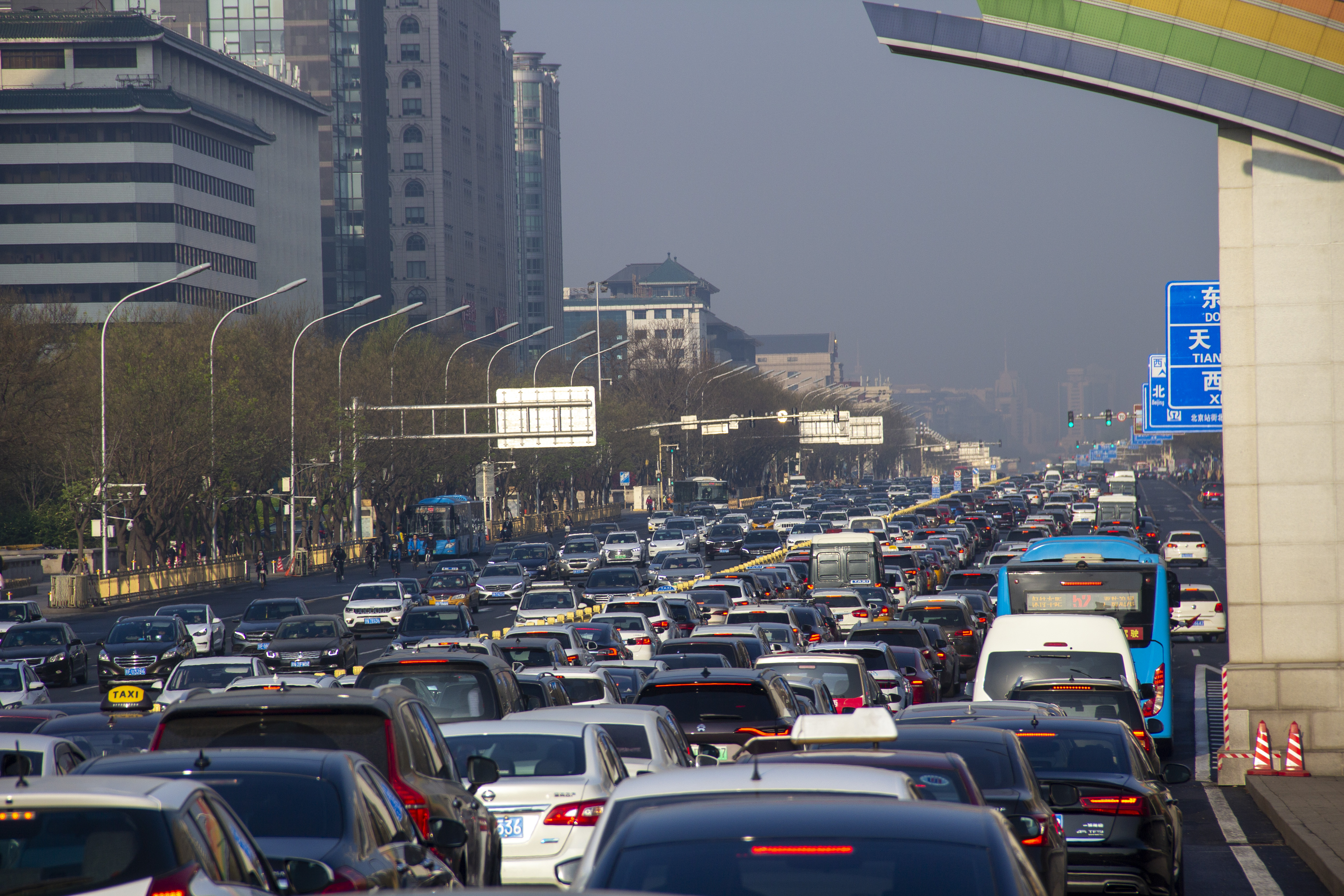
北京市东城区东长安街的早高峰

繁忙時間指在一定时间周期内相关服务的使用频率极高，以至于出现拥塞或服务质量降低的一段时间。
该术语本来仅用于形容大城市及其郊区的交通运输行业每个工作日早、晚因旅次集中而出现拥堵的情况，现在亦可以形容任何行业及服务定期出现的类似情形。

## 定义
“高峰时段”是一个词组，由“尖峰”和“时段”两个词组成。“时段”指该术语的性质，即一段时间，在英语中借用“hour”（小时）指代，但这种用法有用词不当之嫌，因高峰时段通常会持续多于一个小时。“尖峰”则一般指出行者的数量，即客流量，而非客流量的速度，因此只要有大量人在同一段时间使用同一服务，并对服务品質造成影响，就可以被认为是一个高峰时段。

## 各行业、各地的情况

### 交通运输行业

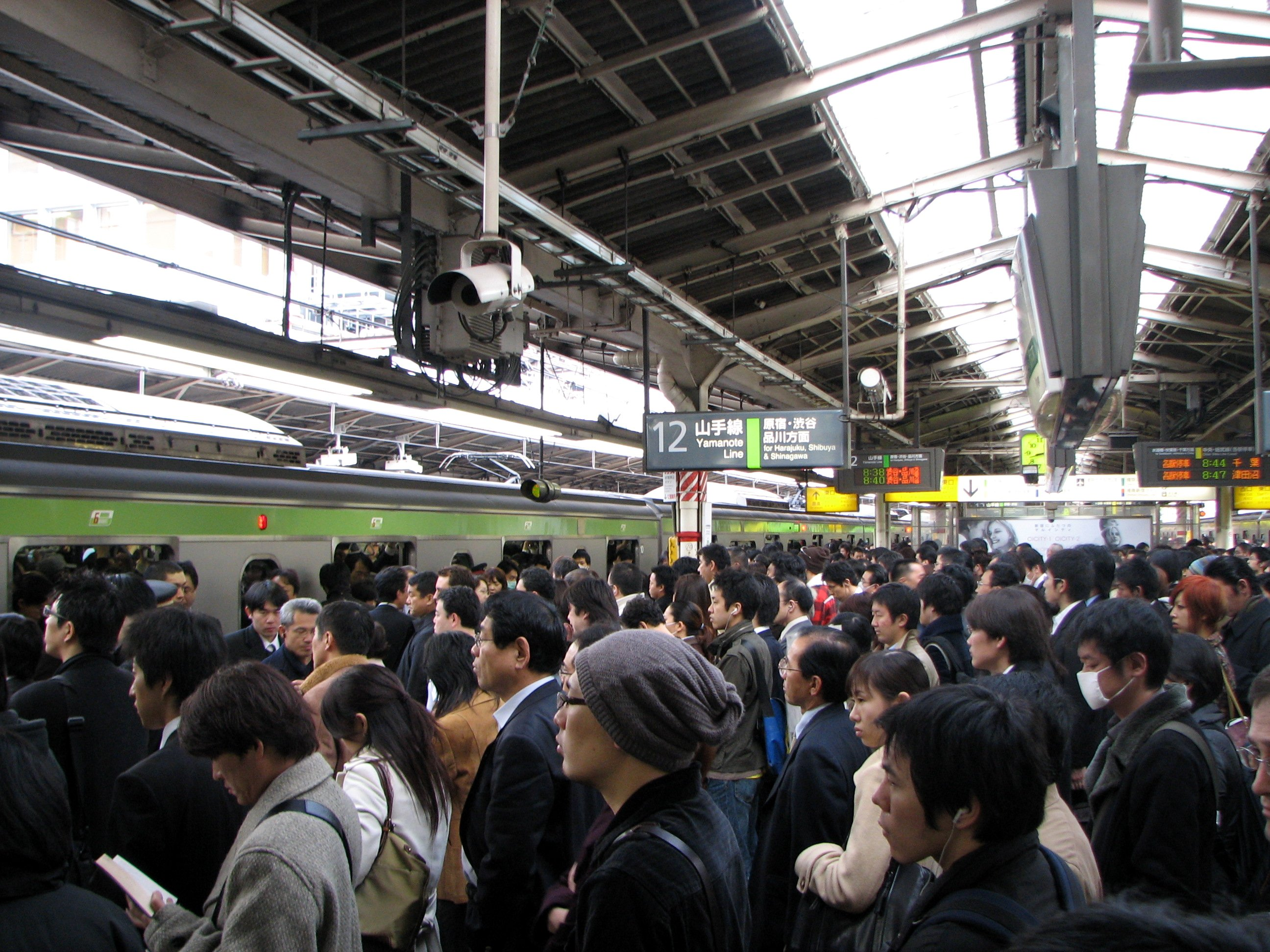
繁忙時間的新宿站月台

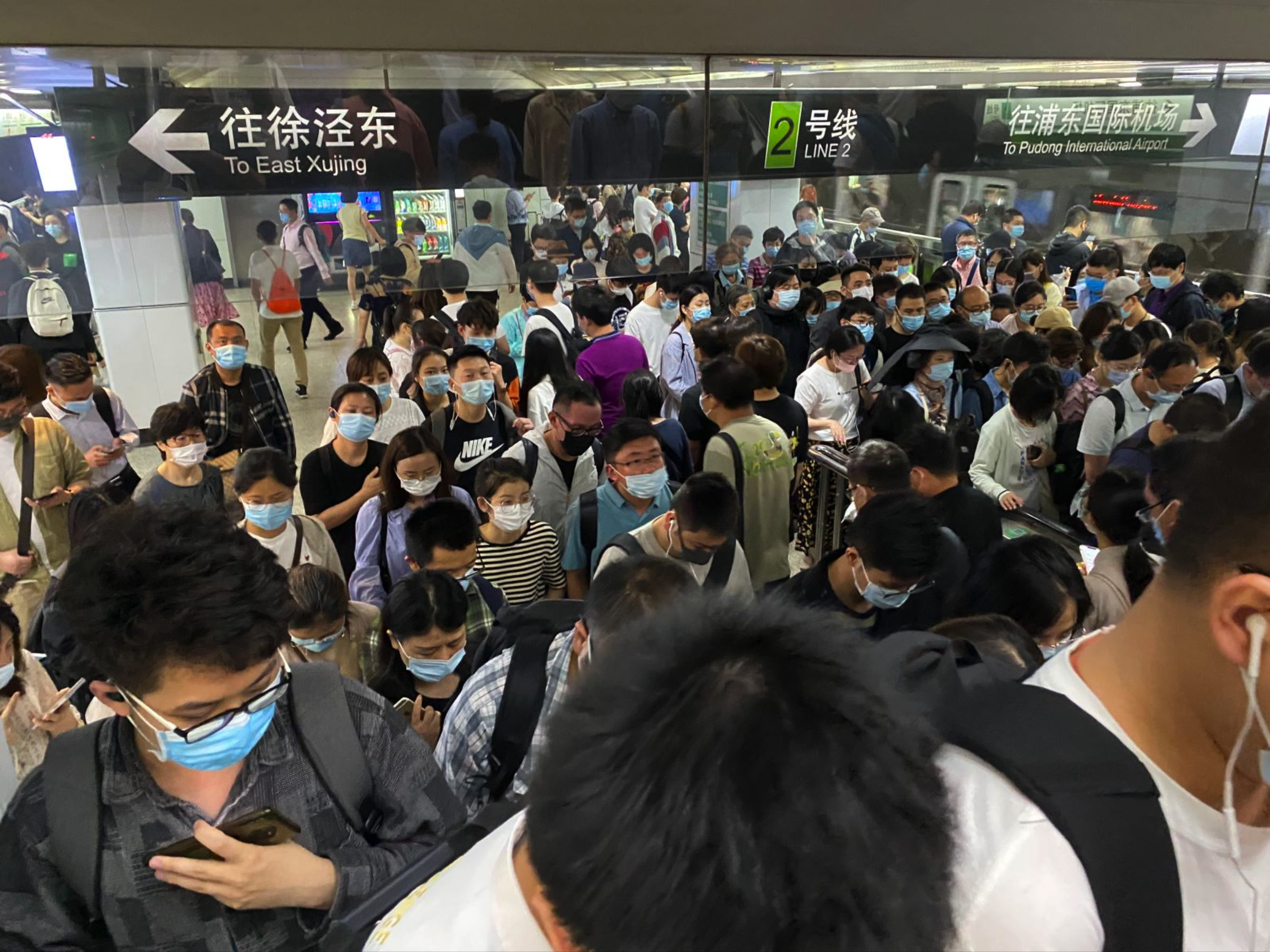
繁忙时间的上海地铁世纪大道站月台

#### 概述
在交通方面，高峰时段视长短途、人物流的不同而有差异。
城市及其周边的短途交通的高峰时段，一般指工作日的早上六时至十时，及午后三时至七时两段时间，且具体的情况因城市和季节而异。这两段时间是大部分人上下班、上放学的时间。
在高峰时段，公共交通服务的频率通常较高，并经常使用较长的列车或较大的车辆。然而，由于可用车辆和工作人员的限制，以及铁路运输中包括站台长度在内的轨道运力的限制，运力的增加往往小于乘客数量的增加。由此造成的拥挤可能会迫使许多乘客站着，而其他人可能无法乘车。如果运力不足，公共交通的吸引力就会降低而增加汽车使用率，并在一定程度上将拥堵转移到道路上。
交通需求管理，如道路收费或拥堵费，旨在诱导人们改变他们的出行时间，以尽量减少拥堵。同样，公共交通费用在高峰期可能会较高；这通常以对单程票实施非高峰折扣的方式實施。部分城市运用潮汐车道、根据车牌限制车辆出行等方式疏导车流量；包括国际劳工组织在内的部分组织则推广错峰旅次、弹性工时等方式，以期将旅次需求平摊至更广的时间段。
中长途交通运输的高峰时段，则与短途交通的高峰时段相反，一般在假期前一天傍晚起，到假期结束次日的早晨。而在主要节假日，中长途交通的高峰时段则时间更长，强度也可能更大，如中国大陆、台湾及韩国的春节，以及美国的感恩节。
货运物流则既有一日之内的差异，亦有年度为单位的变化。货运物流一般以深夜为运输高峰，一方面深夜几乎没有客运流，另一方面也可以满足部分客户次晨对货物的需求。在年度的量级，欧美的圣诞节、东亚的春节，以及互联网时代的“双十一”、“黑色星期五 (购物)”等，因购物需求大，货运物流的整体流量也增加。

### 餐飲業
對餐飲業而言，早餐的繁忙時間為早上六時至八時，午飯的繁忙時間為十二時至二時，而晚餐的繁忙時間則由傍晚五時開始。

### 休閒設施
對於休閒設施如電影院、兒童樂園、風景區等地方，繁忙時間往往落在假日，因此這些地方的休假日通常在星期一或是假期結束後的隔一天。

### 金融業
金融機構通常在每月月初與月底為繁忙時間。

### 通訊
網際網路與電話等通訊的繁忙時間則隨區域而不同，在商業區通常白天上班時段的通訊流量較高，但在住宅區則是晚上到午夜的通訊流量較高。